# Tércio Pacitti
Tércio Pacitti (Atibaia, 9 de setembro de 1928 — Rio de Janeiro, 18 de junho de 2014) foi um brigadeiro, engenheiro, professor, pesquisador e escritor brasileiro na área de ciência da computação.

## Biografia
Nasceu em Atibaia, SP, Brasil, filho de Antônio Pacitti e Isabel de Moraes Pacitti. Realizou seus estudos básicos no Colégio Piracicabano estudando também nos colégios Americano e Mackenzie, de origem missionária norte-americana. Graduado engenheiro aeronáutico pelo Instituto Tecnológico de Aeronáutica (ITA) em primeiro lugar da turma de 1952, tendo feito o mestrado (1961) e o doutorado (1971) pela Universidade da Califórnia em Berkeley. Foi aluno de David A. Huffman na Berkeley, entre outros.
Um dos maiores nomes da informática brasileira, escreveu vários livros na área, com destaque para o Fortran Monitor, que de 1967 a 1987 vendeu 250 mil exemplares no país, e Do Fortran à Internet, retrospecto de sua vida e da informática no mundo, já em sua terceira edição. Lançou em 2006 Paradigmas do software aberto, seu mais recente trabalho.
Liderou a introdução da informática no ITA, na Aeronáutica, na COPPE-UFRJ e na UNIRIO. Foi o primeiro diretor de Departamento de Cálculo Cientico da COPPE, que em 1970 tornou-se o Núcleo de Computação Eletrônica do qual foi Diretor e que hoje leva o seu nome como "Instituto Tércio Pacitti de Aplicações e Pesquisas Computacionais". Foi Reitor do ITA de 1982 a 1984, e criou o curso de Engenharia da Computação.
Seu último posto no Comando da Aeronáutica, como Major-Brigadeiro Engenheiro foi a chefia da Diretoria de Engenharia, em 1986 e 1987, época em que também presidiu a ADESG. Foi presidente do Conselho de Informática do Estado do Rio de Janeiro de 1987 a 1990. Nos seus últimos anos de vida, foi membro da Academia Nacional de Engenharia e consultor científico da presidência da Consist.
No dia 11 de abril de 2018 a Comissão de Constituição e Justiça e de Cidadania aprovou o projeto de lei 8059/17 do poder executivo que outorgou o título de Patrono da Tecnologia da Informação da Aeronáutica ao Major-Brigadeiro Tércio Pacitti. O senado confirmou com a aprovação do PLC 66/2018. No dia 24 de abril de 2019 o Presidente da República, Jair Messias Bolsonaro, sancionou a Lei nº 13.817, na qual outorgou o título de Patrono da Tecnologia da Informação da Aeronáutica ao Major-Brigadeiro Engenheiro Tércio Pacitti.
Era também Membro do Rotary Club do Brasil.
Pacitti foi casado com Eunice Pacitti e teve quatro filhos: Márcia, Tércio, Esther e Marcos.

## Publicações
- Atkinson, Cyril P.; Pacitti, Tércio (1983). Programação e Métodos Computacionais. 1 4 ed. Rio de Janeiro: LTC. 431 páginas. ISBN 85-216-0283-9
- Atkinson, Cyril P.; Pacitti, Tércio (1976). Programação e Métodos Computacionais. 2 2 ed. Rio de Janeiro: LTC. 380 páginas. ISBN 85-216-0284-7
- Pacitti, Tércio (1967). Fortran Monitor. Rio de Janeiro: Ao Livro Técnico. 282 páginas
- Pacitti, Tércio (1985). Programação - Princípios. Rio de Janeiro: Ao Livro Técnico. 361 páginas
- Pacitti, Tércio (2003). Construindo o Futuro através da Educação. Do Fortran a Internet 3ª ed. Rio de Janeiro: Thomsom. 472 páginas. ISBN 85-221-0331-3
- Pacitti, Tércio (2006). Paradigmas do Software Aberto. Rio de Janeiro: LTC. 156 páginas. ISBN 85-216-1467-5

## Reconhecimento

### Prêmios
- Prêmio Excelência em Software concedido pelo Centro Internacional de Tecnologia em Software (CTIS), 1996[10]
- Título de Patrono da Tecnologia da Informação da Aeronáutica.[2]

### Condecorações
Tércio Pacitti foi recipiente, entre outras, das seguintes medalhas:
- Ordem do Mérito Militar (grau de Comendador)[13]
- Ordem do Mérito Naval (grau de Comendador)[14]
- Ordem do Mérito da Defesa (grau de Grande Oficial)[15]
- Ordem Nacional do Mérito Científico (Grã-Cruz) - Presidente da República do Brasil - Mar/1998[16]
- Medalha do Pacificador (Port Min nº 791, de 28 Set 83 / BE nº 41, de 14 Out 83)[17]
- Medalha Mérito Tamandaré (Aeronáutica)[18]
- Ordem do Ipiranga (São Paulo, grau de Grande Oficial)[19]
- Medalha do Mérito Santos-Dumont (Quadro de Oficiais Engenheiros)[20]
- Ordem de Rio Branco (grau de Comendador)[21]